# Выборка по уровням
В математике и физике, выборка по уровням это разновидность выборки методом случайных блужданий, основывающаяся на том факте что для выборки функции с заданным распределением достаточно производить равномерноую выборку из области под графиком плотности вероятности.

## Реализация
Для получения выборки случайной величины {\displaystyle X} с функцией плотности {\displaystyle f(x)} введём дополнительную переменную {\displaystyle Y} и выполним следующие шаги: имея выбранное значение x мы выбираем y равномерно случайно в интервале {\displaystyle [0,f(x)]}; имея y мы выбираем x случайно равномерно из множества {\displaystyle f^{-1}[0,y]}. Результат x получается отбрасыванием значений y.

## Пример
Для получения выборки из нормального распределения {\displaystyle N(0,1)} выберем начальное значение x — пусть это будет 0. После каждой выборки x выберем y случайно равномерно из {\displaystyle [0,e^{-x^{2}/2}/{\sqrt {2\pi }}]}; после каждой выборки y выберем x случайно равномерно из {\displaystyle [-\alpha ,\alpha ]}, где {\displaystyle \alpha ={\sqrt {-2\log(y{\sqrt {2\pi }})}}}.
Реализация на языке Macsyma:
```
slice
(
x
) 
:=
 
block
([
y
,
 
alpha
]
,

 
y:
random
(
exp
(
-
x
^
2
 
/
 
2.0
) 
/
 
sqrt
(
2.0
 
*
 
dfloat
(
%
pi
)))
,

 
alpha:
sqrt
(
-2.0
 
*
 
ln
(
y
 
*
 
sqrt
(
2.0
 
*
 
dfloat
(
%
pi
))))
,

 
x:
signum
(
random
()) 
*
 
random
(
alpha
)
)
;

```